# Cacio e pepe
A cacio e pepe olasz tésztaétel a római konyha egy ikonikus fogása, mely őrölt fekete borssal és Pecorino Romano sajttal készül. Hagyományosan tonnarellivel tálalják. A cacio e pepe olaszul azt jelenti sajt és bors. A hozzávalók hosszú ideig elállnak, ezért volt a pásztorok egyik kedvelt fogása.

## Elkészítése
Az enyhén sós vízben kifőtt tésztához frissen őrölt – serpenyőben lepirított – fekete borsot és reszelt Pecorino Romano sajtot kevernek, adnak hozzá egy keveset a tészta főzővizéből is, majd az egészet összeforgatják, míg a sajtból, a keményítőt tartalmazó főzővíz és a hő hatására emulzió nem keletkezik, mely krémesen vonja be a tésztát. Reszelt sajttal és frissen őrölt borssal tálalják.

### Változatok
A hagyományos elkészítésén túl kerülhet bele tenger gyümölcsei vagy bacon is. A tészta formája is változhat: gyakran készül spagettivel, vagy rigatonival.